# Camaro Yenko
Pour les articles homonymes, voir Chevrolet Camaro (homonymie).
La Camaro Yenko est une voiture produite par Chevrolet et modifiée par Yenko Chevrolet, de 1967 à 1969 pour la phase 1. Sa production s'est élevée à seulement 201 exemplaires d'après Chevrolet et 199 d'après les ateliers Yenko. Les exemplaires américains et les rares européens se négocient à des prix allant de 150 000 à 300 000 USD.

## Historique

### 1967
À sa sortie, fin 1967, la Camaro a un léger handicap, avec son V8 de 6,6 L, par rapport aux Ford Mustang, Plymouth Barracuda et Dodge Dart. Don Yenko opte pour le V8 7,0 L de la Corvette phase 2 et porte sa puissance de 430 à 450 ch.

### 1968
De petites améliorations sont apportées au nouveau modèle : suspensions renforcées et capot avant à double écope (au lieu d'une sur la série précédente) et une vitesse de 230 km/h.
Un de ces modèles à boite manuelle 4 vitesses s'est vendu 181 500 € en 2009.

### 1969
Les améliorations de cette nouvelles mouture concernent la barre anti-roulis, le radiateur, les freins à disque, la boîte de vitesses auto (Turbo Hydramatic 400). Au niveau de la carrosserie, un spoiler apparaît à l'arrière. Sur certains modèles, des bandes blanches sont collées sur les côtés et le capot dont la prise d'air est modifiée et le sigle sYc (Super Yenko Car) est apposé sur les appuie-têtes des sièges avant.
En 2009, deux de ces voitures sont vendues aux enchères pour la somme de 405 000 et 435 000 €.

### 1981
En 1981, Yenko produit Turbo Z, sur la base de la Camaro de cette même année, avec un moteur turbocompressé, alternative à la baisse de puissance générée par les nouvelles normes américaines portant sur un carburant à indice d'octane moins élevé afin de réduire les émissions polluantes.

### 2007
Une entreprise de Caroline du Nord, nommée Classic Automotive Restoration Specialists, décide de reprendre la production. La première voiture sortie porte le numéro 202, Yenko en ayant produit 201. Les options proposées sont strictement les mêmes qu'en 1969. Cette version permet aux clients d'acheter une Yenko authentique pour 60 % de moins que le prix des « survivantes ».

### 2010
Cette nouvelle version basée sur la plateforme de la Camaro présentée au salon de 2009. Son moteur est le 6,3 L de la Camaro SS.
Les Yenko phase 3 sont prévues avec le moteur de la Z06.

## Description, phase 1

### Moteur
- Type de moteur : V8 atmosphérique
- Disposition : longitudinale avant
- Nombre de soupapes : 16
- Énergie : essence
- Cylindrée : 6 997 cm3
- Compression : 11,0:1
- Distribution : 1 arbre à cames, chaîne
- Alimentation : carburateur Holley 800 CFM
- Puissance : 450 chevaux à 5 600 tr/min
- Couple : 623 N m à 4 000 tr/min
- Régime maximal : 6 500 tr/min

### Transmission
- Type de transmission : propulsion
- Boîte de vitesses : automatique 3 rapports ou manuelle 4 rapports

### Châssis et les roues
- Suspensions avant : ressorts hélicoïdaux
- Suspensions arrière : lames, barres stabilisatrices
- Freins avant : disques 320 mm
- Freins arrière : disques 280 mm
- Pneus avant : 245/50 16
- Pneus arrière : 295/50 16

### Dimensions
- Longueur : 4 691 mm
- Largeur : 1 842 mm
- Hauteur : 1 306 mm
- Empattement : 2 743 mm
- Voie avant : 1 514 mm
- Voie arrière : 1 511 mm
- Poids : 1 520 kg

### Performances
- Vitesse maximale: 300 km/h
- 0-100 km/h : 3,5 secondes
- 0-160 km/h : 5,2 secondes
- 0-200 km/h : 7,8 secondes
- 0-300 km/h : 17,0 secondes
- 400 mètres départ arrêté : 10,8 secondes
- 1000 mètres départ arrêté : 22,3 secondes
- Rapport poids/puissance : 2,533 kg/ch
- Rapport puissance/litre : 85,751 ch/litre

## Au cinéma
2 Fast 2 Furious
 Family Switch 

## Sources
- Auto museum